# Peter Tóth
Peter Toth (7 de setembro de 1940 – 26 de agosto de 2022) foi um enxadrista brasileiro com o título de mestre fide.

## Carreira
Na primeira metade da década de 1970, Peter Toth foi um dos principais enxadristas do Brasil. Ele participou regularmente do Campeonato Brasileiro de Xadrez . Seus melhores resultados foram dividir o 3º-5º lugar em 1970.
Ele representou o Brasil em 3 edições das Olimpíadas de Xadrez em 1970, 1972 e 1974, com seu melhor resultado em 1972 com um sexto lugar individual no quarto tabuleiro.